# الجيزة (عمان)

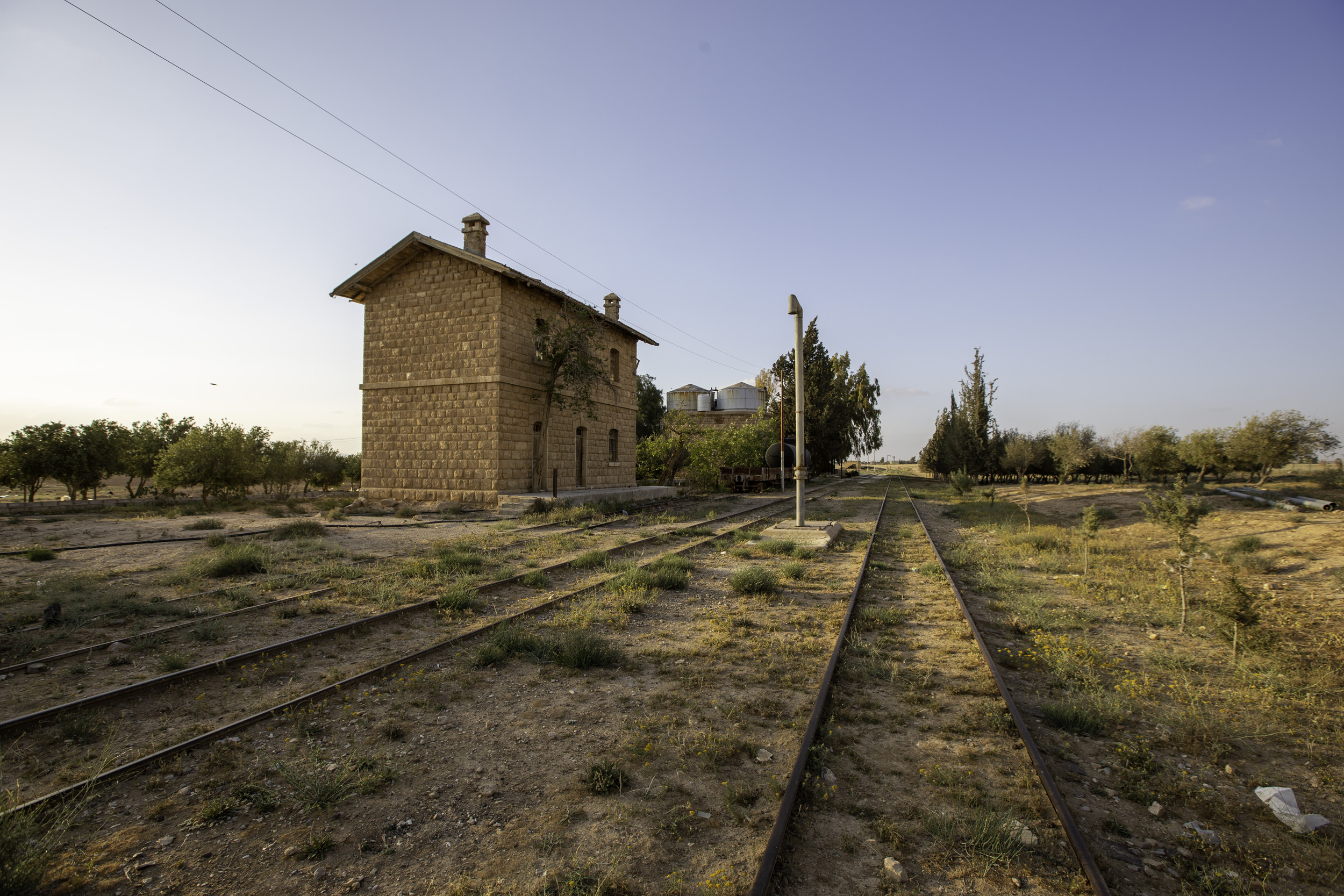
صورة لمحطة سكة حديد الحجاز التاريخية في الجيزة، جنوب عمان، الأردن

منطقة الجيزة هي أحد مناطق أمانة عمان الكبرى، وتقع في الجزء الجنوبي من العاصمة الأردنية عمّان وتتكون من عدة أحياء أو تجمعات سكنية عدد (27 قرية). تمت إضافتها للمخطط الشمولي للمدينة عام 2007 بعد قرار أمانة عمان الكبرى ضم أراضي شاسعة شرق وجنوب مطار الملكة علياء الدولي جنوبا لمخطط العاصمة. الجدير بالذكر أنه كان يشار إليها فيما قبل ببلدة الجيزة - أي قبل ضمها لحدود للعاصمة.

## مساحتها
تبلغ مساحتها (558 كم2) وبنسبة (73%) من مجموع مساحة أمانة عمان الكبرى وبعدد سكان (60 ألف نسمة) وتحدها تنظيميا عدد من المناطق عدد(7)وتتكون من (70) قرية وتجمع سكني وهي مدينة سريعة النمو لاستيعاب المشاريع المرتبطة بموقع المطار.